# 谷口久次郎
谷口 久次郎（たにぐち きゅうじろう、1886年6月15日 - 1973年8月9日）は日本の政治家。滋賀県知事を2期8年務めた。『百姓知事』と親しまれた。

## 生涯
滋賀県西浅井郡大浦村（のち同郡永原村→伊香郡永原村→同郡西浅井村、現・長浜市西浅井町大浦）に生まれる。早稲田大学通信教育部法科を卒業し、故郷永原村の村会議員・村長を務め、県農協連合会長・県農業会議長等を歴任し、県会議員を2期務めた。1958年（昭和33年）に滋賀県知事選に立候補し、自由民主党反主流派（堤派）と社会党の支持と農業団体を背景にした選挙戦において、元農林大臣で現職知事の森幸太郎を破り第39代滋賀県知事に就任した。以降2期知事職にあり、1973年（昭和48年）8月9日老衰により自宅で死去した。
知事在職中、日本は高度経済成長時代にあり、滋賀県経済も伸張し高校5校の新設、琵琶湖大橋建設、県警庁舎・県合同ビル新築などの大型公共工事を行った。知事就任前年より開始した大中湖の干拓事業も総事業費41億円をかけ、1964年（昭和39年）に干陸し、1966年（昭和41年）から入植（216戸）が始まった。知事を辞した翌年1967年（昭和42年）には勲三等旭日中綬章を受章した。叙従四位。

## 関連事項
記念碑他
- 「琵琶湖大橋開通記念碑」（昭和三十九年九月吉辰 滋賀県知事 谷口久次郎）：琵琶湖大橋の堅田側の取り付け口に建立
- 「近江の文学碑を歩く」（滋賀県知事 谷口久次郎書）：大津市本堅田二丁目
- 「堤康次郎先生顕彰之碑」（題字　谷口久次郎滋賀県知事）：名神高速竜王IC付近
- 滋賀県立伊香高等学校には、滋賀県知事在職中に書いた書がある。
- 「大東亜戦争殉國英霊世界平和祈念供養塔」：大津市衣川二丁目「蓮華寺無心庵」

谷口久次郎に係る書籍等
- 「琵琶湖の総合開発 滋賀県政運営の基本的な考え方」（谷口久次郎述 内外情勢調査会 1961年）